# Ride the Lightning
| Recensione                    | Giudizio |
| ----------------------------- | -------- |
| AllMusic                      |          |
| Chicago Tribune               |          |
| Encyclopedia of Popular Music |          |
| Sputnikmusic                  | 5/5      |

Ride the Lightning è il secondo album in studio del gruppo musicale statunitense Metallica, pubblicato il 27 luglio 1984 dalla Megaforce Records.
Si tratta dell'ultimo disco pubblicato con la Megaforce Records, dopodiché il gruppo firmò per la Elektra Records il 12 settembre dello stesso anno, la quale ripubblicò il disco il 19 novembre.
Nel giugno del 2017 la rivista Rolling Stone ha collocato l'album alla undicesima posizione dei 100 migliori album metal di tutti i tempi.

## Descrizione
Ride the Lightning segna il passaggio del gruppo dalle tipiche tematiche metal dell'album precedente ad altre più mature e politiche. Vari sono gli argomenti trattati come la pena di morte (Ride the Lightning), il suicidio (Fade to Black), esperimenti scientifici (Trapped Under Ice), piaghe bibliche (Creeping Death) e avventure letterarie (For Whom the Bell Tolls), decisamente anomale per un gruppo thrash metal di quei tempi.
Il disco inoltre è anche l'ultimo album in cui compare il chitarrista Dave Mustaine nei crediti delle canzoni dopo essere stato cacciato dai Metallica: il suo nome appare infatti in Ride the Lightning e in The Call of Ktulu. Quest'ultimo è un brano strumentale dedicato allo scrittore horror Howard Phillips Lovecraft ed era originariamente intitolato When Hell Freezes Over.

## Pubblicazione
Nello stesso anno di pubblicazione del disco, l'etichetta discografica francese Bernett Records stampò erroneamente 400 copie dell'album colorate di verde anziché blu. Grazie a tale errore questa versione viene considerata dai collezionisti una rarità.
Il 17 febbraio 2016 il gruppo ha annunciato l'edizione rimasterizzata dell'album, prevista per la pubblicazione in occasione dell'annuale Record Store Day. La ristampa è stata commercializzata nei formati CD, LP e box set, quest'ultimo comprensivo di quattro vinili, sei CD, un DVD, un libro fotografico, un minilibro con i testi scritti a mano e tre poster.

## Tracce
1. Fight Fire with Fire – 4:44 (James Hetfield, Lars Ulrich, Cliff Burton)
2. Ride the Lightning – 6:37 (James Hetfield, Lars Ulrich, Cliff Burton, Dave Mustaine)
3. For Whom the Bell Tolls – 5:11 (James Hetfield, Lars Ulrich, Cliff Burton)
4. Fade to Black – 6:55 (James Hetfield, Lars Ulrich, Cliff Burton, Kirk Hammett)
5. Trapped Under Ice – 4:04 (James Hetfield, Lars Ulrich, Kirk Hammett)
6. Escape – 4:24 (James Hetfield, Lars Ulrich, Kirk Hammett)
7. Creeping Death – 6:36 (James Hetfield, Lars Ulrich, Cliff Burton, Kirk Hammett)
8. The Call of Ktulu – 8:55 (James Hetfield, Lars Ulrich, Cliff Burton, Dave Mustaine)

Tracce bonus nell'edizione di iTunes
1. For Whom the Bell Tolls (Live Version) – 5:34 (James Hetfield, Lars Ulrich, Cliff Burton)
2. Creeping Death (Live Version) – 8:12 (James Hetfield, Lars Ulrich, Cliff Burton, Kirk Hammett)

Contenuto bonus nel box set del 2016
- Live at the Hollywood Palladium, Los Angeles, CA – March 10th, 1985 (2 LP)

1. The Ecstasy of Gold
2. Fight Fire with Fire (Live)
3. Ride the Lightning (Live)
4. Phantom Lord (Live)
5. (Anesthesia) Pulling Teeth (Live)
6. For Whom the Bell Tolls (Live)
7. No Remorse (Live)
8. Fade to Black (Live)
9. Seek & Destroy (Live)
10. Creeping Death (Live)
11. Am I Evil? (Live) – originariamente interpretata dai Diamond Head
12. Motorbreath (Live)

- Creeping Death (Picture Disc LP)

1. Creeping Death
2. Am I Evil? – originariamente interpretata dai Diamond Head
3. Blitzkrieg – originariamente interpretata dai Blitzkrieg

- Metallica Interviews (CD)

1. Metal Forces Interview with Lars, November 1984
2. WUSC Cleveland Radio Interview with Cliff & Kirk, February 1985
3. Metal Madness Interview with Lars, March 1985

- Demos & Rough Mixes from Lars' Vault (CD)

1. Ride the Lightning (Studio Demo)
2. When Hell Freezes Over ("The Call of Ktulu") (Studio Demo)
3. Creeping Death (Studio Demo)
4. Fight Fire with Fire (Studio Demo)
5. Ride the Lightning (Garage Demo)
6. When Hell Freezes Over ("The Call of Ktulu") (Garage Demo)
7. Fight Fire with Fire (Garage Demo)
8. Ride the Lightning (Boom Box Demo)
9. Blitzkrieg (Rhythm Track Rough Mix) – originariamente interpretata dai Blitzkrieg
10. Am I Evil? (Rhythm Track Rough Mix) – originariamente interpretata dai Diamond Head

- Live at Kabuki Theatre, San Francisco, CA – March 15th, 1985 (CD)

1. Fight Fire with Fire (Live)
2. Ride the Lightning (Live)
3. Phantom Lord (Live)
4. The Four Horsemen (Live)
5. (Anesthesia) Pulling Teeth (Live)
6. For Whom the Bell Tolls (Live)
7. No Remorse (Live)
8. Fade to Black (Live)
9. Creeping Death (Live)
10. Guitar Solo (Live)
11. Am I Evil? (Live) – originariamente interpretata dai Diamond Head
12. Motorbreath (Live)

- Live at the Lyceum Theatre, London, UK - December 20th, 1984 (CD)

1. Phantom Lord (Live)
2. The Four Horsemen (Live)
3. (Anesthesia) Pulling Teeth (Live)
4. For Whom the Bell Tolls (Live)
5. No Remorse (Live)
6. The Call of Ktulu (Live)
7. Seek & Destroy (Live)
8. Whiplash (Live)
9. Creeping Death (Live)
10. Guitar Solo (Live)
11. Metal Militia (Live)

- Live at Castle Donington, UK - August 17th, 1985 (CD)

1. Creeping Death (Live)
2. Ride the Lightning (Live)
3. For Whom the Bell Tolls (Live)
4. The Four Horsemen (Live)
5. Fade to Black (Live)
6. Seek & Destroy (Live)
7. Whiplash (Live)
8. Motorbreath (Live)

- Live at the Metal Hammer Festival in St. Goarshausen, Germany - September 14th, 1985 (DVD)

1. Creeping Death (Live)
2. Ride The Lightning (Live)
3. Disposable Heroes (Live)
4. No Remorse (Live)
5. (Anesthesia) Pulling Teeth (Live)
6. For Whom the Bell Tolls (Live)
7. The Four Horsemen (Live)
8. Fade to Black (Live)
9. Seek & Destroy (Live)
10. Whiplash (Live)
11. Fight Fire with Fire (Live)
12. Guitar Solo (Live)
13. Am I Evil? (Live) – originariamente interpretata dai Diamond Head
14. Motorbreath (Live)

- Live at MTV's Day on the Green At Oakland Stadium, Oakland, CA - August 31st, 1985

1. Creeping Death (Live)
2. Ride the Lightning (Live)
3. For Whom the Bell Tolls (Live)
4. MTV Day on the Green Interview with Lars and James

- Danish TV

1. Lars Ulrich When He Was Young
2. SPOT – Lars Ulrich

## Formazione
Gruppo
- James Hetfield – chitarra ritmica, voce
- Lars Ulrich – batteria
- Cliff Burton – basso
- Kirk Hammett – chitarra solista

Produzione
- Metallica – produzione
- Flemming Rasmussen – assistenza alla produzione, ingegneria del suono
- Mark Whitaker – assistenza alla produzione
- Tom Coyne – mastering

## Classifiche

### Classifiche settimanali
| Classifica (1984-2019) | Posizione massima |
| ---------------------- | ----------------- |
| Australia              | 38                |
| Belgio (Fiandre)       | 116               |
| Belgio (Vallonia)      | 145               |
| Canada                 | 98                |
| Finlandia              | 9                 |
| Francia                | 126               |
| Germania               | 47                |
| Italia                 | 66                |
| Norvegia               | 40                |
| Nuova Zelanda          | 32                |
| Paesi Bassi            | 20                |
| Portogallo             | 35                |
| Regno Unito            | 87                |
| Spagna                 | 36                |
| Stati Uniti            | 48                |
| Svezia                 | 22                |
| Svizzera               | 78                |

### Classifiche di fine anno
| Classifica (2020) | Posizione |
| ----------------- | --------- |
| Polonia           | 53        |
| Classifica (2021) | Posizione |
| Polonia           | 59        |